# رفض الموضوعية للبدائية
ترفض فلسفة الموضوعية لآين راند مجموعة من الأفكار وأنماط الحياة التي تعتبرها بدائية بطبيعتها وتدل على ثقافة بدائية. تنظر الموضوعية إلى واقع وجود الحياة البدائية على أنه «متوحش» ومشوب بالروحانية والإيمان بالقضاء والقدر والجهل والخرافات والفقر والسلبية وثقافة القطيع. تُعد الحضارة الغربية والرأسمالية والحداثة علاج الموضوعية لمثل هذا المجتمع، وهو علاج يجلب معه، من وجهة نظر الموضوعية، العقل (المنطق) والنزعة الفردانية والعلم والتصنيع والثروة في نهاية المطاف.
يؤكد الموضوعيون أن رومانسية روسو للحياة البدائية قد أصبحت الأساس لكلا من ثقافة الستينات المضادة واليسار الجديد، والتي عارضتها راند بشدة. اتهمت راند، على نحو مثير للجدل، جماعتين على وجه التحديد، هما الأمريكيين الأصليين والعرب، بكونهم «همج» بدائيين. حددت راند أيضًا وجهات نظرها المناهضة للبدائية في العديد من الخطب والمقابلات، وفي كتابها عودة البدائية: الثورة المناهضة للصناعة. أعطى، منذ ذلك الحين، أفراد مثل ليونارد بيكوف ومايكل برلينر، والرسائل الإخبارية مثل ذا أبجكتيفست، وجماعات مثل معهد آين راند وجمعية أطلس، هذه الآراء المعادية للبدائية وصلتها بالموضوعية مزيدًا من الشرح والتفصيل.
تؤكد الموضوعية أنه بدعم العقل وقيمة الفرد، نحصل على ثقافة قادرة على رفض «العقلية البدائية التي تضائل أمام قوى الطبيعة» وعلى رفض «ما تكرسه السلطات الروحانية». جادل بيتر شوارتز من معهد آين راند بوجود ضغط في الوقت الحاضر تجاه استعادة «عقلية القرون الوسطى» المذكورة أعلاه تحت ستار العصبية القبلية، والتعددية الثقافية، وحماية البيئة. يرى شوارتز أن ذلك يؤدي إلى عقلية معادية للعلم والتكنولوجيا، وهي عقلية تصبح بدورها خاضعة لـ«روحانية الدين».

## روسو واليسار الجديد
قدم فيلسوف القرن الثامن عشر، جان جاك روسو، وفقًا لجمعية أطلس، القائمة على الموضوعية، «صورة مثالية للإنسان البدائي» الذي لم «تفسده الحضارة بعد». كانت «كراهية روسو للعقل»، وكرهه للفردانية ورأسمالية ما بعد الحداثة، مصدر هذه الآراء البدائية، وفقًا لجمعية أطلس. ترى الموضوعية، في هذا الصدد، أن روسو الذي أشاد بأصالة أنماط الحياة البدائية، هو أبو الأدب الرومانسي في القرن التاسع عشر، وهي الرومانسية التي تدعي جمعية أطلس أنها أصبحت في نهاية المطاف مصدر إلهام ثقافة الستينات المضادة واليسار الجديد.
ترى راند أنه يمكن تلخيص ادعاءات اليسار الجديد في الاتهام الزائف بأن «الرأسمالية تدنس جمال ريفك». تنبأت راند، علاوة على ذلك، بأنه في أعقاب حرب فيتنام، سيحول اليسار الجديد «حملته الكبيرة التالية»، بمكر ودهاء، إلى قضية التلوث والهواء النظيف. غير أن تدمير الرأسمالية و«إقامة دكتاتورية عالمية» هي الهدف الحقيقي غير المعلن لهذه الحملة الصليبية حسب اعتقاد راند.

### الإيثار الهمجي والقبلي
ترفض الموضوعية فكرة الهمجي النبيل. استخدم ليونارد بيكوف، مؤسس معهد آين راند، مثالًا مفاده أنه إذا «قمت بدراسة الهمج في الغابة»، فستجد أنهم «متخلفون عقليًا»، وبالتالي «ليس لديهم أي طريقة أو كشف للتحكم في عقولهم بعد». يشير بيكوف إلى مثل هؤلاء «الهمج» بوصفهم «تخيليين، ينتمون لمرحلة ما قبل المفاهيمية… ممتلئين بالخوف، (و) عاطفيين»، بجانب أن لديهم «ذهن بدائي» يشبه ذهن الطفل أو الحيوان.
تقول راند أن «خلق الإيثار» في حد ذاته خلق بدائي و«ظاهرة قبلية»، متجذر، حسب اعتقادها، في حقيقة أن «رجال ما قبل التاريخ كانوا غير قادرين جسديًا على البقاء على قيد الحياة دون التشبث بقبيلة تقودهم وتحميهم من القبائل الأخرى». قصد «منظرو الإيثار» العصريون، كإيمانويل كانت، وجون ديوي، وبورهوس فريدريك سكينر، وجون رولز، حسب تقييم راند، السيطرة على «حضارتنا العلمية الرائعة» عبر «أخلاق همجية تنتمي لما قبل التاريخ».

### حماية البيئة والتصنيع
رفضت راند مذهب حماية البيئة «كمبدأ اجتماعي»، مشيرة إلى أنه «يدين المدن والثقافة والصناعة والتكنولوجيا والفكر» عبر الدعوة إلى «عودة الإنسان إلى الطبيعة»، التي وصفتها بأنها «حالة نخير أشباه الحيوانات وهي تحفر التربة بأيديها العارية». رأت راند، مشيرة إلى أنصار حماية البيئة بوصفهم «عقبان» وأصحاب دعاية، أنهم تصوروا حالة من الطبيعة والوئام الطبيعي تضع الإنسان بمستوى قنافذ البحر أو الدببة القطبية. اقترحت راند، بعد أن لاحظت أن متوسط العمر المتوقع عند الإنسان، خلال العصور الوسطى قبل الصناعية، كان 30 سنة تقريبًا، بأن «يشكر بصمت كل من يزيد عمره على 30 سنة أكثر المداخن القريبة سخامة واتساخًا».

## أمثلة الموضوعية عن المجتمعات البدائية

### العرب مقابل إسرائيل
امتد رفض راند لما اعتبرته «بدائية» ليشمل الصراع العربي الإسرائيلي. في أعقاب الحرب العربية الإسرائيلية عام 1973، أدانت راند العرب ووصفتهم بأنهم «بدائيون» و«من أقل الثقافات تطورًا» وأنهم عادة ما يكونون «من البدو الرحل». ادعت راند، نتيجة لذلك، أن الاستياء العربي بشأن إسرائيل كان نتيجة لكون الدولة اليهودية هي «رأس الجسر الوحيد للعلوم والحضارة الحديثة في أرض (بلاد العرب)»، وذكرت أنه «عندما يقاتل متحضرون الهمج، فإنك تدعم المتحضرين، بغض النظر عن هويتهم».
كررت آين راند دعمها لإسرائيل ضد العرب، عندما سُئلت عن هذا الموضوع أثناء حلقة مايو 1979 من برنامج ذا فيل دوناهو شو، بحجة أن إسرائيل هي «الدولة المتقدمة، والتكنولوجية، والمتحضرة وسط مجموعة من الهمج البدائيين تمامًا [… ] الذين استاءوا من إسرائيل لأنها جلبت الصناعة، والذكاء، والتكنولوجيا الحديثة إلى جمودهم وتخلفهم».
كرر ليونارد بيكوف، الذي كان محررًا مساعدًا مع آين راند في جريدة ذا أبجكتيفست موقف راند السابق في افتتاحية لمجلة ذا كابتلزم عام 1996، قائلًا: «الأرض (الإسرائيلية) لم تُسرق من القبائل البدو المرتحلين في الأراضي، إذا ما قورن ذلك بسرقة الأمريكيين الأوائل هذا البلد (الولايات المتحدة) من الهنود البدائيين المتحاربين».